# Extraliga 2013-2014 (pallavolo maschile, Slovacchia)
L'Extraliga slovacca di pallavolo maschile 2013-2014 si è svolta dal 28 settembre 2013 al 4 maggio 2014: al torneo hanno partecipato 9 squadre di club slovacche e la vittoria finale è andata per la quarta volta al Volejbalového Klubu Chemes Humenné.

## Regolamento
Le squadre hanno disputato una prima fase, con gare di andata e ritorno, per un totale di quattordici giornate; al termine di questa: le prime cinque classificate, più la vincitrice dei play-off scudetto della Extraliga 2012-13 (che non ha preso parte alla prima fase e che in questo caso è stata sostituita dalla finalista), hanno acceduto al girone A della seconda fase, disputata con gare di andata e ritorno, per un totale di dieci giornate, mentre le ultime tre classificate hanno acceduto al girone B della seconda fase, mantenendo i risultati degli scontri diretti, disputata con gare di andata e ritorno, giocate due volte, per un totale di dodici giornate. Al termine della seconda fase:
- Le sei squadre del girone A e le prime due classificate del girone B hanno acceduto ai play-off scudetto, strutturati in quarti di finale, semifinali, finale per il terzo posto, tutte giocate al meglio di tre vittorie su cinque gare e finale, giocata al meglio di quattro vittorie su sette gare.
- Le quattro sconfitte ai quarti di finale dei play-off scudetto hanno acceduto ai play-off 5º posto, strutturati in semifinali, finale per il settimo posto e finale per il quinto posto, tutte giocate con gare di andata e ritorno (ad ogni gara è stato assegnato il punteggio come in una normale partita di regular season ed in caso di parità di punti è stato disputato un Golden set).
- L'ultima classificata del girone B, più le prime due classificate della serie cadetta, hanno acceduto ai play-out retrocessione, strutturati in un girone all'italiana (se al primo posto in classifica arriva la squadra di Extraliga, tutte le squadre rimangono nella stessa categoria, mentre nel caso in cui al primo posto in classifica arriva una squadra di serie cadetta, questa viene promossa in Extraliga e la militante in Extraliga retrocede in serie cadetta).

## Squadre partecipanti
- Chemes Humenné
- Prešov
- Prievidza
- Slávia Svidník
- Spartak Komárno
- Spartak Myjava
- VKM Stará Ľubovňa
- Trenčín
- Nitra

## Torneo

### Prima fase

#### Risultati
| Prima giornata |                       |     |                     |
|                |                       |     |                     |
| 28-09          | Svidník-Stará Ľubovňa | 3-0 | 25-19, 25-15, 25-16 |
| 28-09          | Nitra-Prievidza       | 3-0 | 25-16, 25-15, 25-23 |
| 28-09          | Prešov-Trenčín        | 3-0 | 25-15, 25-13, 27-25 |
| 28-09          | Komárno-Myjava        | 0-3 | 15-25, 22-25, 19-25 |

| Seconda giornata |                     |     |                            |
|                  |                     |     |                            |
| 03-10            | Stará Ľubovňa-Nitra | 0-3 | 24-26, 18-25, 20-25        |
| 05-10            | Svidník-Trenčín     | 3-0 | 25-15, 25-21, 25-17        |
| 05-10            | Myjava-Prievidza    | 3-1 | 25-12, 25-16, 19-25, 25-22 |
| 05-10            | Komárno-Prešov      | 0-3 | 23-25, 20-25, 17-25        |

| Terza giornata |                         |     |                                   |
|                |                         |     |                                   |
| 12-10          | Svidník-Komárno         | 3-1 | 25-23, 23-25, 25-11, 25-20        |
| 12-10          | Nitra-Trenčín           | 3-0 | 27-25, 25-21, 25-23               |
| 12-10          | Prešov-Myjava           | 0-3 | 21-25, 21-25, 19-25               |
| 12-10          | Stará Ľubovňa-Prievidza | 2-3 | 28-30, 29-27, 20-25, 25-20, 11-15 |

| Quarta giornata |                      |     |                                  |
|                 |                      |     |                                  |
| 19-10           | Komárno-Nitra        | 2-3 | 15-25, 22-25, 25-20, 25-22, 7-15 |
| 19-10           | Myjava-Stará Ľubovňa | 3-0 | 25-12, 25-16, 25-18              |
| 19-10           | Prešov-Svidník       | 3-1 | 25-18, 19-25, 25-18, 26-24       |
| 19-10           | Prievidza-Trenčín    | 1-3 | 23-25, 15-25, 23-25, 25-23       |

| Quinta giornata |                       |     |                                   |
|                 |                       |     |                                   |
| 24-10           | Prievidza-Komárno     | 2-3 | 25-12, 23-25, 25-17, 19-25, 11-15 |
| 26-10           | Svidník-Myjava        | 3-1 | 18-25, 25-19, 25-15, 25-19        |
| 26-10           | Nitra-Prešov          | 0-3 | 18-25, 17-25, 16-25               |
| 27-10           | Stará Ľubovňa-Trenčín | 1-3 | 25-18, 17-25, 20-25, 17-25        |

| Sesta giornata |                       |     |                     |
|                |                       |     |                     |
| 31-10          | Myjava-Trenčín        | 3-0 | 25-16, 25-22, 25-18 |
| 02-11          | Svidník-Nitra         | 3-0 | 25-18, 25-11, 25-14 |
| 02-11          | Prešov-Prievidza      | 3-0 | 25-18, 25-12, 25-23 |
| 02-11          | Komárno-Stará Ľubovňa | 3-0 | 25-16, 25-20, 25-18 |

| Settima giornata |                      |     |                                   |
|                  |                      |     |                                   |
| 09-11            | Trenčín-Komárno      | 3-2 | 21-25, 25-12, 20-25, 25-19, 15-11 |
| 09-11            | Nitra-Myjava         | 2-3 | 22-25, 25-21, 25-22, 22-25, 11-15 |
| 09-11            | Prievidza-Svidník    | 2-3 | 25-19, 16-25, 23-25, 28-26, 10-15 |
| 09-11            | Stará Ľubovňa-Prešov | 1-3 | 15-25, 17-25, 25-20, 17-25        |

| Ottava giornata |                       |     |                                   |
|                 |                       |     |                                   |
| 16-11           | Stará Ľubovňa-Svidník | 2-3 | 17-25, 21-25, 25-23, 25-23, 11-15 |
| 16-11           | Prievidza-Nitra       | 3-1 | 25-27, 25-14, 25-14, 25-14        |
| 14-11           | Trenčín-Prešov        | 0-3 | 15-25, 20-25, 23-25               |
| 16-11           | Myjava-Komárno        | 3-1 | 25-23, 25-16, 27-29, 25-17        |

| Nona giornata |                     |     |                                   |
|               |                     |     |                                   |
| 23-11         | Nitra-Stará Ľubovňa | 3-0 | 25-17, 25-16, 25-12               |
| 23-11         | Trenčín-Svidník     | 1-3 | 33-31, 22-25, 23-25, 18-25        |
| 24-11         | Prievidza-Myjava    | 3-1 | 25-23, 25-15, 16-25, 25-20        |
| 23-11         | Prešov-Komárno      | 3-2 | 21-25, 25-18, 25-15, 23-25, 15-12 |

| Decima giornata |                         |     |                                   |
|                 |                         |     |                                   |
| 01-12           | Komárno-Svidník         | 0-3 | 21-25, 17-25, 12-25               |
| 27-11           | Trenčín-Nitra           | 3-2 | 26-24, 22-25, 25-19, 17-25, 17-15 |
| 01-12           | Myjava-Prešov           | 1-3 | 25-23, 18-25, 22-25, 20-25        |
| 01-12           | Prievidza-Stará Ľubovňa | 3-1 | 19-25, 25-20, 25-17, 25-17        |

| Undicesima giornata |                      |     |                                   |
|                     |                      |     |                                   |
| 07-12               | Nitra-Komárno        | 0-3 | 25-27, 21-25, 18-25               |
| 07-12               | Stará Ľubovňa-Myjava | 1-3 | 10-25, 25-21, 13-25, 9-25         |
| 07-12               | Svidník-Prešov       | 3-0 | 26-24, 23-25, 27-25               |
| 07-12               | Trenčín-Prievidza    | 2-3 | 14-25, 23-25, 25-20, 25-21, 10-15 |

| Dodicesima giornata |                       |     |                                   |
|                     |                       |     |                                   |
| 08-12               | Komárno-Prievidza     | 0-3 | 26-28, 23-25, 23-25               |
| 08-12               | Myjava-Svidník        | 1-3 | 23-25, 25-23, 17-25, 21-25        |
| 08-12               | Prešov-Nitra          | 3-0 | 25-18, 25-20, 29-27               |
| 08-12               | Trenčín-Stará Ľubovňa | 2-3 | 29-27, 23-25, 15-25, 25-22, 14-16 |

| Tredicesima giornata |                       |     |                            |
|                      |                       |     |                            |
| 11-12                | Trenčín-Myjava        | 1-3 | 25-23, 16-25, 23-25, 26-28 |
| 14-12                | Nitra-Svidník         | 0-3 | 22-25, 24-26, 23-25        |
| 15-12                | Prievidza-Prešov      | 3-0 | 25-21, 26-24, 27-25        |
| 14-12                | Stará Ľubovňa-Komárno | 0-3 | 23-25, 19-25, 23-25        |

| Quattordicesima giornata |                      |     |                            |
|                          |                      |     |                            |
| 21-12                    | Komárno-Trenčín      | 1-3 | 23-27, 25-27, 25-22, 24-26 |
| 21-12                    | Myjava-Nitra         | 3-0 | 25-21, 27-25, 25-18        |
| 21-12                    | Svidník-Prievidza    | 3-0 | 25-22, 27-25, 25-22        |
| 21-12                    | Prešov-Stará Ľubovňa | 3-0 | 25-19, 25-15, 25-19        |

#### Classifica
| Pos. | Squadra           | Pt | G  | V  | P  | SV | SP | Ratio | PF   | PS   | Ratio |
| ---- | ----------------- | -- | -- | -- | -- | -- | -- | ----- | ---- | ---- | ----- |
| 1.   | Slávia Svidník    | 37 | 14 | 13 | 1  | 40 | 11 | 3.636 | 1232 | 1041 | 1.183 |
| 2.   | Prešov            | 31 | 14 | 11 | 3  | 33 | 14 | 2.357 | 1131 | 963  | 1.174 |
| 3.   | Spartak Myjava    | 29 | 14 | 10 | 4  | 34 | 18 | 1.888 | 1210 | 1075 | 1.125 |
| 4.   | Prievidza         | 21 | 14 | 7  | 7  | 27 | 28 | 0.964 | 1206 | 1206 | 1.000 |
| 5.   | Nitra             | 16 | 14 | 5  | 9  | 20 | 29 | 0.689 | 1048 | 1098 | 0.954 |
| 6.   | Trenčín           | 15 | 14 | 5  | 9  | 21 | 34 | 0.617 | 1182 | 1269 | 0.931 |
| 7.   | Spartak Komárno   | 14 | 14 | 4  | 10 | 21 | 32 | 0.656 | 1101 | 1211 | 0.909 |
| 8.   | VKM Stará Ľubovňa | 4  | 14 | 1  | 13 | 11 | 41 | 0.268 | 991  | 1238 | 0.800 |

| Qualificate alla seconda fase - girone A | Qualificate alla seconda fase - girone B |

### Seconda fase

#### Risultati - Girone A
| Prima giornata |                   |     |                            |
|                |                   |     |                            |
| 11-01          | Nitra-Myjava      | 0-3 | 29-31, 21-25, 15-25        |
| 11-01          | Prešov-Svidník    | 1-3 | 23-25, 29-27, 18-25, 19-25 |
| 12-01          | Humenné-Prievidza | 3-1 | 25-15, 25-21, 32-34, 25-19 |

| Seconda giornata |                  |     |                            |
|                  |                  |     |                            |
| 17-01            | Svidník-Nitra    | 3-0 | 25-22, 25-18, 25-12        |
| 18-01            | Humenné-Prešov   | 3-1 | 20-25, 25-21, 25-19, 25-20 |
| 19-01            | Prievidza-Myjava | 3-1 | 23-25, 25-20, 25-21, 25-22 |

| Terza giornata |                  |     |                                   |
|                |                  |     |                                   |
| 23-01          | Nitra-Humenné    | 1-3 | 11-25, 22-25, 25-17, 23-25        |
| 25-01          | Myjava-Svidník   | 3-1 | 25-21, 16-25, 25-19, 25-17        |
| 25-01          | Prešov-Prievidza | 3-2 | 20-25, 25-10, 21-25, 28-26, 15-13 |

| Quarta giornata |                   |     |                                  |
|                 |                   |     |                                  |
| 08-02           | Prešov-Nitra      | 3-0 | 25-22, 25-15, 25-13              |
| 08-02           | Humenné-Myjava    | 3-1 | 25-23, 23-25, 25-16, 25-23       |
| 08-02           | Prievidza-Svidník | 3-2 | 25-17, 14-25, 24-26, 25-22, 15-8 |

| Quinta giornata |                 |     |                            |
|                 |                 |     |                            |
| 06-02           | Nitra-Prievidza | 0-3 | 22-25, 30-32, 23-25        |
| 09-02           | Myjava-Prešov   | 3-1 | 25-23, 25-17, 22-25, 25-17 |
| 09-02           | Svidník-Humenné | 0-3 | 21-25, 22-25, 23-25        |

| Sesta giornata |                   |     |                           |
|                |                   |     |                           |
| 15-02          | Myjava-Nitra      | 3-1 | 25-20, 25-8, 25-21, 21-25 |
| 15-02          | Svidník-Prešov    | 3-0 | 27-25, 25-17, 25-20       |
| 15-02          | Prievidza-Humenné | 0-3 | 21-25, 30-32, 16-25       |

| Settima giornata |                  |     |                            |
|                  |                  |     |                            |
| 22-02            | Nitra-Svidník    | 0-3 | 15-25, 15-25, 19-25        |
| 22-02            | Prešov-Humenné   | 3-1 | 25-22, 26-24, 13-25, 27-25 |
| 22-02            | Myjava-Prievidza | 3-0 | 25-19, 25-14, 25-11        |

| Ottava giornata |                  |     |                                  |
|                 |                  |     |                                  |
| 27-02           | Humenné-Nitra    | 3-0 | 25-19, 25-16, 25-18              |
| 01-03           | Svidník-Myjava   | 3-2 | 25-21, 21-25, 23-25, 25-21, 15-8 |
| 01-03           | Prievidza-Prešov | 1-3 | 25-20, 23-25, 22-25, 17-25       |

| Nona giornata |                   |     |                                   |
|               |                   |     |                                   |
| 02-03         | Nitra-Prešov      | 2-3 | 25-22, 23-25, 19-25, 25-19, 12-15 |
| 02-03         | Myjava-Humenné    | 1-3 | 25-18, 21-25, 23-25, 19-25        |
| 02-03         | Svidník-Prievidza | 3-1 | 17-25, 25-16, 25-11, 25-18        |

| Decima giornata |                 |     |                                   |
|                 |                 |     |                                   |
| 08-03           | Prievidza-Nitra | 3-0 | 25-14, 26-24, 25-16               |
| 08-03           | Prešov-Myjava   | 3-2 | 25-18, 25-23, 26-28, 16-25, 19-17 |
| 08-03           | Humenné-Svidník | 3-0 | 25-20, 26-24, 25-18               |

#### Classifica - Girone A
| Pos. | Squadra        | Pt | G  | V | P  | SV | SP | Ratio | PF  | PS  | Ratio |
| ---- | -------------- | -- | -- | - | -- | -- | -- | ----- | --- | --- | ----- |
| 1.   | Chemes Humenné | 27 | 10 | 9 | 1  | 28 | 8  | 3.500 | 889 | 769 | 1.156 |
| 2.   | Slávia Svidník | 18 | 10 | 6 | 4  | 21 | 16 | 1.312 | 838 | 767 | 1.092 |
| 3.   | Spartak Myjava | 17 | 10 | 5 | 5  | 22 | 18 | 1.222 | 914 | 856 | 1.067 |
| 4.   | Prešov         | 15 | 10 | 6 | 4  | 21 | 20 | 1.050 | 905 | 918 | 0.985 |
| 5.   | Prievidza      | 12 | 10 | 4 | 6  | 17 | 21 | 0.809 | 815 | 875 | 0.931 |
| 6.   | Nitra          | 1  | 10 | 0 | 10 | 4  | 30 | 0.133 | 657 | 833 | 0.788 |

| Qualificate ai play-off scudetto |

#### Risultati - Girone B
| Prima giornata |                       |         |                     |
|                |                       |         |                     |
| Riposa:        | Trenčín               | Trenčín | Trenčín             |
| 04-01          | Komárno-Stará Ľubovňa | 0-3     | 16-25, 18-25, 13-25 |

| Seconda giornata |                 |               |                                   |
|                  |                 |               |                                   |
| Riposa:          | Stará Ľubovňa   | Stará Ľubovňa | Stará Ľubovňa                     |
| 11-01            | Trenčín-Komárno | 3-2           | 20-25, 27-25, 20-25, 26-24, 15-13 |

| Terza giornata |                       |         |                            |
|                |                       |         |                            |
| Riposa:        | Komárno               | Komárno | Komárno                    |
| 18-01          | Stará Ľubovňa-Trenčín | 3-1     | 25-19, 25-23, 19-25, 25-23 |

| Quarta giornata |                       |         |                                   |
|                 |                       |         |                                   |
| Riposa:         | Trenčín               | Trenčín | Trenčín                           |
| 25-01           | Stará Ľubovňa-Komárno | 3-2     | 25-23, 22-25, 25-16, 19-25, 15-13 |

| Quinta giornata |                 |               |                     |
|                 |                 |               |                     |
| Riposa:         | Stará Ľubovňa   | Stará Ľubovňa | Stará Ľubovňa       |
| 24-01           | Komárno-Trenčín | 0-3           | 21-25, 21-25, 18-25 |

| Sesta giornata |                       |         |                     |
|                |                       |         |                     |
| Riposa:        | Komárno               | Komárno | Komárno             |
| 08-02          | Trenčín-Stará Ľubovňa | 3-0     | 25-19, 25-20, 25-18 |

| Settima giornata |                       |         |                     |
|                  |                       |         |                     |
| Riposa:          | Trenčín               | Trenčín | Trenčín             |
| 15-02            | Komárno-Stará Ľubovňa | 0-3     | 22-25, 14-25, 19-25 |

| Ottava giornata |                 |               |                     |
|                 |                 |               |                     |
| Riposa:         | Stará Ľubovňa   | Stará Ľubovňa | Stará Ľubovňa       |
| 13-02           | Trenčín-Komárno | 3-0           | 25-15, 25-11, 25-21 |

| Nona giornata |                       |         |                                   |
|               |                       |         |                                   |
| Riposa:       | Komárno               | Komárno | Komárno                           |
| 22-03         | Stará Ľubovňa-Trenčín | 2-3     | 25-22, 23-25, 18-25, 25-18, 14-16 |

| Decima giornata |                       |         |                     |
|                 |                       |         |                     |
| Riposa:         | Trenčín               | Trenčín | Trenčín             |
| 01-03           | Stará Ľubovňa-Komárno | 0-3     | 21-25, 24-26, 14-25 |

| Undicesima giornata |                 |               |                                   |
|                     |                 |               |                                   |
| Riposa:             | Stará Ľubovňa   | Stará Ľubovňa | Stará Ľubovňa                     |
| 02-03               | Komárno-Trenčín | 2-3           | 21-25, 20-25, 25-22, 25-17, 12-15 |

| Dodicesima giornata |                       |         |                     |
|                     |                       |         |                     |
| Riposa:             | Komárno               | Komárno | Komárno             |
| 08-03               | Trenčín-Stará Ľubovňa | 3-0     | 26-24, 25-22, 25-17 |

#### Classifica - Girone B
| Pos. | Squadra           | Pt | G  | V  | P  | SV | SP | Ratio | PF   | PS   | Ratio |
| ---- | ----------------- | -- | -- | -- | -- | -- | -- | ----- | ---- | ---- | ----- |
| 1.   | Trenčín           | 33 | 22 | 12 | 10 | 43 | 43 | 1.000 | 1891 | 1910 | 0.990 |
| 2.   | Spartak Komárno   | 20 | 22 | 5  | 17 | 30 | 53 | 0.566 | 1703 | 1888 | 0.902 |
| 3.   | VKM Stará Ľubovňa | 16 | 22 | 7  | 17 | 25 | 56 | 0.446 | 1625 | 1865 | 0.871 |

| Qualificate ai play-off scudetto | Qualificata ai play-out retrocessione |

### Play-off scudetto

#### Tabellone
|  | Quarti di finale | Quarti di finale | Quarti di finale | Quarti di finale | Quarti di finale | Quarti di finale | Quarti di finale |                |   | Semifinali | Semifinali | Semifinali | Semifinali | Semifinali | Semifinali | Semifinali |  |  | Finale | Finale         | Finale | Finale | Finale | Finale | Finale | Finale | Finale |
|  |                  |                  |                  |                  |                  |                  |                  |                |   |            |            |            |            |            |            |            |  |  |        |                |        |        |        |        |        |        |        |
|  | 1A               | Chemes Humenné   | 3                | 3                | 3                |                  |                  |                |   |            |            |            |            |            |            |            |  |  |        |                |        |        |        |        |        |        |        |
|  | 2B               | Spartak Komárno  | 0                | 1                | 0                |                  |                  |                |   |            |            |            |            |            |            |            |  |  |        |                |        |        |        |        |        |        |        |
|  | 2B               | Spartak Komárno  | 0                | 1                | 0                |                  |                  | Chemes Humenné | 3 | 3          | 3          |            |            |            |            |            |  |  |        |                |        |        |        |        |        |        |        |
|  |                  |                  |                  |                  |                  |                  |                  | Chemes Humenné | 3 | 3          | 3          |            |            |            |            |            |  |  |        |                |        |        |        |        |        |        |        |
|  |                  |                  | Prešov           | 0                | 0                | 0                |                  |                |   |            |            |            |            |            |            |            |  |  |        |                |        |        |        |        |        |        |        |
|  | 4A               | Prešov           | Prešov           | 0                | 0                | 0                | 3                | 3              | 3 |            |            |            |            |            |            |            |  |  |        |                |        |        |        |        |        |        |        |
|  | 4A               | Prešov           |                  |                  |                  |                  | 3                | 3              | 3 |            |            |            |            |            |            |            |  |  |        |                |        |        |        |        |        |        |        |
|  | 5A               | Prievidza        | 0                | 1                | 0                |                  |                  |                |   |            |            |            |            |            |            |            |  |  |        |                |        |        |        |        |        |        |        |
|  |                  |                  |                  |                  |                  |                  |                  |                |   |            |            |            |            |            |            |            |  |  |        | Chemes Humenné | 3      | 3      | 3      | 3      |        |        |        |
|  |                  |                  |                  | Slávia Svidník   | 1                | 1                | 1                | 1              |   |            |            |            |            |            |            |            |  |  |        |                |        |        |        |        |        |        |        |
|  | 2A               | Slávia Svidník   | 3                | 3                | 3                |                  |                  |                |   |            |            |            |            |            |            |            |  |  |        |                |        |        |        |        |        |        |        |
|  | 1B               | Trenčín          | 0                | 0                | 1                |                  |                  |                |   |            |            |            |            |            |            |            |  |  |        |                |        |        |        |        |        |        |        |
|  | 1B               | Trenčín          | 0                | 0                | 1                |                  |                  | Slávia Svidník | 3 | 3          | 3          |            |            |            |            |            |  |  |        |                |        |        |        |        |        |        |        |
|  |                  |                  |                  |                  |                  |                  |                  | Slávia Svidník | 3 | 3          | 3          |            |            |            |            |            |  |  |        |                |        |        |        |        |        |        |        |
|  |                  |                  | Spartak Myjava   | 2                | 0                | 0                |                  |                |   |            |            |            |            |            |            |            |  |  |        |                |        |        |        |        |        |        |        |
|  | 3A               | Spartak Myjava   | Spartak Myjava   | 2                | 0                | 0                | 3                | 3              | 3 |            |            |            |            |            |            |            |  |  |        |                |        |        |        |        |        |        |        |
|  | 3A               | Spartak Myjava   |                  |                  |                  |                  | 3                | 3              | 3 |            |            |            |            |            |            |            |  |  |        |                |        |        |        |        |        |        |        |
|  | 6A               | Nitra            | 1                | 0                | 0                |                  |                  |                |   |            |            |            |            |            |            |            |  |  |        |                |        |        |        |        |        |        |        |

#### Risultati
| Quarti di finale |                  |     |                            |
|                  |                  |     |                            |
| 15-03            | Humenné-Komárno  | 3-0 | 25-15, 25-15, 28-26        |
| 13-03            | Svidník-Trenčín  | 3-0 | 25-17, 25-12, 25-17        |
| 12-03            | Myjava-Nitra     | 3-1 | 25-17, 25-18, 19-25, 25-16 |
| 12-03            | Prešov-Prievidza | 3-0 | 25-17, 25-19, 26-24        |

| 18-03 | Komárno-Humenné  | 1-3 | 17-25, 25-23, 20-25, 16-25 |
| 15-03 | Trenčín-Svidník  | 0-3 | 24-26, 22-25, 19-25        |
| 15-03 | Nitra-Myjava     | 0-3 | 19-25, 14-25, 25-27        |
| 15-03 | Prievidza-Prešov | 1-3 | 25-20, 21-25, 26-28, 9-25  |

| 21-03 | Humenné-Komárno  | 3-0 | 25-15, 25-20, 25-18        |
| 19-03 | Svidník-Trenčín  | 3-1 | 21-25, 25-16, 25-16, 25-22 |
| 20-03 | Myjava-Nitra     | 3-0 | 25-16, 25-21, 25-21        |
| 19-03 | Prešov-Prievidza | 3-0 | 25-17, 25-22, 25-12        |

| Semifinali |                |     |                                   |
|            |                |     |                                   |
| 29-03      | Humenné-Prešov | 3-0 | 25-13, 25-11, 25-18               |
| 29-03      | Svidník-Myjava | 3-2 | 25-27, 20-25, 25-20, 25-22, 15-11 |

| 02-04 | Prešov-Humenné | 0-3 | 15-25, 17-25, 16-25 |
| 03-04 | Myjava-Svidník | 0-3 | 21-25, 22-25, 23-25 |

| 05-04 | Humenné-Prešov | 3-0 | 25-18, 25-23, 25-19 |
| 05-04 | Svidník-Myjava | 3-0 | 25-21, 25-14, 27-25 |

| Finale 3º posto |               |     |                                   |
|                 |               |     |                                   |
| 16-04           | Myjava-Prešov | 3-1 | 25-19, 27-29, 27-25, 25-21        |
| 19-04           | Prešov-Myjava | 2-3 | 25-18, 26-28, 25-21, 23-25, 11-15 |
| 23-04           | Myjava-Prešov | 3-1 | 25-17, 25-20, 19-25, 25-19        |

| Finale |                 |     |                            |
|        |                 |     |                            |
| 16-04  | Humenné-Svidník | 3-1 | 25-21, 20-25, 25-20, 27-25 |
| 17-04  | Humenné-Svidník | 3-1 | 26-24, 25-18, 21-25, 25-22 |
| 23-04  | Svidník-Humenné | 1-3 | 26-28, 19-25, 25-22, 20-25 |
| 24-07  | Svidník-Humenné | 1-3 | 24-26, 19-25, 25-15, 19-25 |

### Play-off 5º posto

#### Tabellone
|  | Semifinali | Semifinali      | Semifinali      | Semifinali | Semifinali |  |  | Finale    | Finale    | Finale    | Finale | Finale |  |
|  |            |                 |                 |            |            |  |  |           |           |           |        |        |  |
|  | 2B         | Spartak Komárno | Spartak Komárno | 1          | 0          |  |  |           |           |           |        |        |  |
|  | 5A         | Prievidza       | Prievidza       | 3          | 3          |  |  | Prievidza | Prievidza | Prievidza | 1      | 3      |  |
|  | 1B         | Trenčín         | Trenčín         | 3          | 3          |  |  | Trenčín   | Trenčín   | Trenčín   | 3      | 0      |  |
|  | 6A         | Nitra           | Nitra           | 2          | 0          |  |  |           |           |           |        |        |  |

#### Risultati
| Semifinali |                   |     |                                   |
|            |                   |     |                                   |
| 30-03      | Komárno-Prievidza | 1-3 | 28-30, 25-22, 22-25, 16-25        |
| 29-03      | Trenčín-Nitra     | 3-2 | 21-25, 25-16, 21-25, 25-12, 15-12 |

| 06-04 | Prievidza-Komárno | 3-0 | 25-19, 25-10, 25-15 |
| 05-04 | Nitra-Trenčín     | 0-3 | 23-25, 25-27, 23-25 |

| Finale 7º posto |               |     |                            |
|                 |               |     |                            |
| 12-04           | Komárno-Nitra | 3-1 | 27-25, 20-25, 25-20, 30-28 |
| 15-04           | Nitra-Komárno | 3-0 | 25-22, 25-15, 25-15        |

| Finale 5º posto |                   |     |                            |
|                 |                   |     |                            |
| 12-04           | Prievidza-Trenčín | 1-3 | 25-20, 14-25, 13-25, 19-25 |
| 13-05           | Prievidza-Trenčín | 3-0 | 26-24, 25-19, 25-13        |

### Play-out

#### Risultati
| Primo turno |                      |     |                     |
|             |                      |     |                     |
| 26-04       | Stará Ľubovňa-Púchov | 3-0 | 25-19, 25-21, 25-23 |
| 26-04       | Košice-Stará Ľubovňa | 3-0 | 25-23, 25-18, 25-20 |
| 27-04       | Púchov-Košice        | 0-3 | 16-25, 18-25, 12-25 |

| Secondo turno |                      |     |                                  |
|               |                      |     |                                  |
| 03-05         | Košice-Stará Ľubovňa | 1-3 | 26-28, 25-15, 21-25, 17-25       |
| 03-05         | Púchov-Košice        | 2-3 | 25-19 25-16, 18-25, 22-25, 12-15 |
| 04-05         | Stará Ľubovňa-Púchov | 3-1 |                                  |

#### Classifica
| Pos. | Squadra           | Pt | G | V | P | SV | SP | Ratio | PF  | PS  | Ratio |
| ---- | ----------------- | -- | - | - | - | -- | -- | ----- | --- | --- | ----- |
| 1.   | VKM Stará Ľubovňa | 9  | 4 | 3 | 1 | 9  | 5  | 1.800 | 331 | 311 | 1.064 |
| 2.   | Košice            | 8  | 4 | 3 | 1 | 10 | 5  | 2.000 | 339 | 302 | 1.122 |
| 3.   | Púchov            | 1  | 4 | 0 | 4 | 3  | 12 | 0.250 | 295 | 352 | 0.838 |

## Verdetti
- Chemes Humenné Campione di Slovacchia 2013-14 e qualificata alla Challenge Cup 2014-15.
- Slávia Svidník qualificata alla Challenge Cup 2014-15.

## Statistiche
| Rendimento individuale | Rendimento individuale | Rendimento individuale | Rendimento individuale |
| Pos.                   | Nome                   | Punti                  | Squadra                |
| ---------------------- | ---------------------- | ---------------------- | ---------------------- |
| 1                      | Kervin Piñerúa         | 528                    | Prievidza              |
| 2                      | Jakub Bucki            | 484                    | Slávia Svidník         |
| 3                      | Tomáš Kriško           | 460                    | Spartak Myjava         |
| 4                      | Marián Hrušík          | 450                    | Prievidza              |
| 5                      | Martin Sopko           | 421                    | Slávia Svidník         |
| 6                      | Lukáš Sťahuliak        | 408                    | Nitra                  |
| 7                      | Michal Hudák           | 399                    | Prešov                 |
| 8                      | Šimon Krajčovič        | 394                    | Trenčín                |
| 9                      | Michal Petráš          | 369                    | Trenčín                |
| 10                     | Michal Rajduga         | 351                    | Prešov                 |

| Attacchi vincenti | Attacchi vincenti | Attacchi vincenti | Attacchi vincenti |
| Pos.              | Nome              | Punti             | Squadra           |
| ----------------- | ----------------- | ----------------- | ----------------- |
| 1                 | Kervin Piñerúa    | 422               | Prievidza         |
| 2                 | Jakub Bucki       | 392               | Slávia Svidník    |
| 3                 | Tomáš Kriško      | 356               | Spartak Myjava    |
| 4                 | Lukáš Sťahuliak   | 353               | Nitra             |
| 5                 | Marián Hrušík     | 352               | Prievidza         |
| 6                 | Martin Sopko      | 348               | Slávia Svidník    |
| 7                 | Michal Hudák      | 334               | Prešov            |
| 8                 | Šimon Krajčovič   | 303               | Trenčín           |
| 9                 | Michal Rajduga    | 301               | Prešov            |
| 10                | Michal Petráš     | 295               | Trenčín           |

| Muri vincenti | Muri vincenti   | Muri vincenti | Muri vincenti   |
| Pos.          | Nome            | Punti         | Squadra         |
| ------------- | --------------- | ------------- | --------------- |
| 1             | Radoslav Száraz | 108           | Slávia Svidník  |
| 2             | Peter Ondrovič  | 87            | Trenčín         |
| 3             | Ľuboš Macko     | 86            | Prešov          |
| 4             | Matej Faron     | 83            | Prešov          |
| 5             | Robin Pělucha   | 78            | Spartak Myjava  |
| 6             | Róbert Demčák   | 76            | Spartak Komárno |
| 7             | Adam Hoďák      | 73            | Nitra           |
| 8             | Tomáš Skasko    | 72            | Slávia Svidník  |
| 9             | Šimon Krajčovič | 66            | Trenčín         |
| 10            | Lukáš Marciš    | 57            | Nitra           |

| Battute vincenti | Battute vincenti | Battute vincenti | Battute vincenti |
| Pos.             | Nome             | Punti            | Squadra          |
| ---------------- | ---------------- | ---------------- | ---------------- |
| 1                | Tomáš Kriško     | 56               | Spartak Myjava   |
| 2                | Boris Kempa      | 54               | Nitra            |
| 3                | Kervin Piñerúa   | 50               | Prievidza        |
| 3                | Jakub Bucki      | 50               | Slávia Svidník   |
| 5                | Marián Hrušík    | 49               | Prievidza        |
| 6                | Ľuboš Macko      | 37               | Prešov           |
| 6                | Dominik Mračko   | 37               | Spartak Myjava   |
| 8                | Martin Sopko     | 36               | Slávia Svidník   |
| 8                | Ivan Povrazník   | 36               | Prievidza        |
| 8                | Marek Malina     | 36               | Slávia Svidník   |

NB: I dati sono riferiti all'intero torneo.